# Fredrik Cygnaeus
Fredrik Cygnaeus (né le 1er avril 1807 à Hämeenlinna, mort le 7 février 1881 à Helsinki) est une personnalité influente de la vie artistique et scientifique et de l'éveil national de la Finlande.

## Biographie
En 1832, il obtient une maîtrise.
Ensuite il est professeur à l'école des cadets de Hamina, maître de conférences en histoire à l'université impériale Alexandre d'Helsinki et professeur de littérature de 1854 à 1867. 
Il est l'un des critiques littéraires les plus importants de son époque.
Le jour de la fête des étudiants 1848, il prononce un discours fortement patriotique, « Suomen nimi ». Il est l'un de ceux qui ont le mieux compris et défendu Aleksis Kivi.
Pour Cygnaeus, Aleksis Kivi n'est pas seulement un écrivain talentueux à soutenir mais aussi un interprète révolutionnaire des sentiments populaires comparable à Johan Ludvig Runeberg.
Fredrik Cygnaeus est inhumé au cimetière d'Hietaniemi.
La villa de Fredrik Cygnaeus dans le quartier de Kaivopuisto héberge de nos jours la galerie Cygnaeus.
Fredrik Cygnaeus est l'oncle d'Uno Cygnaeus.

## Ouvrages

### Poésie et prose
- Jääkynttilät, Ströskrift I (1837),
- Höstispiggarna (1841),
- Johan Jacob Nervander (1848).
- Skaldestycken (1851 ;1857).
- Teckningar ur Frans Michaël Franzens lefnad vid åminnelsefesten den 9 februari 1872 i Finska Universitetets högtidssal (1872),

### Thèses
- Det tragiska elementet i Kalevala (1853), (finnois : Kalevalan traagillinen aines, 1907)
- Erik XIV som dramatisk karakter (1853),
- Om Fänrik Ståls sägner (1862),
- Om Johan Ludvig Runeberg (1873),
- Samalade arbeten (1881 ;1892).